# ماريو كرسبو
ماريو كرسبو (بالبرتغالية: Mário Crespo‏) هو صحفي برتغالي، ولد في 13 أبريل 1947 في قلمرية في البرتغال.